# Жуковский, Александр Тимофеевич
Алекса́ндр Тимофе́евич Жуко́вский (22 ноября 1884, Юзефово, Подольская губерния — 19 февраля 1925, Балта) — русский офицер, затем — украинский военный и общественно-политический деятель, полковник армии УНР.

## Биография
Родился в селе Юзефово, Балтского уезда Подольской губернии (ныне с. Йосиповка, Голованевского района Кировоградской области Украины). Православного вероисповедания.
Окончил три класса Подольской духовной семинарии в городе Каменец-Подольский.
В августе 1905 года вступил в военную службу вольноопределяющимся 2-го разряда и был зачислен юнкером Одесского пехотного юнкерского училища, по окончании которого (по 1-му разряду), в июне 1908 года, произведен в подпоручики (со старшинством с 14.06.1907) и назначен на службу в 110-й пехотный Камский полк с дислокацией в с. Шанцы, близ Ковно. Был сокурсником по военном училищу с Митрофаном Очеретько.
В 1911 году произведен в поручики. Вскоре, Высочайшим Приказом по Военному ведомству о чинах военных от 22 декабря 1911 года, переведен в Отдельный корпус пограничной стражи (ОКПС) с переименованием в корнеты. Служил в 9-й пограничной Ломжинской бригаде 3-го Варшавского пограничного округа ОКПС. В 1912 году был произведен в поручики ОКПС со старшинством с 14.06.1911. На 1914 год — младший помощник командира учебного отряда бригады.
Участник Первой мировой войны. 
С первых дней войны, в составе своей бригады, принимал участие в боевых действиях. С июня 1915 года был прикомандирован к сформированному из пограничников 4-му пограничному Неманскому пехотному полку, действовавшему на Западном фронте (в Польше, в Белоруссии, на северо-западе Украины) в составе Сводной пограничной пехотной дивизии. Командовал ротой. За годы войны, за героизм и боевые отличия, был награждён Георгиевским оружием и пятью боевыми орденами. В 1915—1916 годах досрочно произведен в штабс-ротмистры, затем в ротмистры, ОКПС.
С ноября 1916 года — подполковник ОКПС (со старшинством с 12.09.1916). Командовал батальоном в 4-м пограничном Неманском пехотном полку, был также помощником командира полка по строевой части.
В 1917 году, после февральской революции в Петрограде, принял активное участие в процессах демократизации русской армии и в украинском национальном движении. Весной 1917 года, в Минске, на съезде солдат-украинцев Западного фронта, познакомился с Семёном Петлюрой, был избран делегатом на 1-й Всеукраинский войсковой съезд, однако участия в нём не принимал. В июне 1917 года был делегирован в Киев на 2-й Всеукраинский войсковой съезд, на котором был избран членом Украинского Генерального войскового комитета (УГВК) и членом украинской Центральной Рады (УЦР) от партии украинских эсеров (УПСР), в которой состоял.
С конца июля 1917 года — представитель УГВК при Генштабе в Петрограде. После октябрьского переворота в Петрограде возвратился в Киев, с ноября 1917 года был помощником Генерального военного секретаря УЦР Петлюры.
В январе-феврале 1918 года принимал непосредственное участие в подавлении восстания большевиков в Киеве и, затем, в отражении наступления красногвардейских отрядов Муравьёва на Киев.
С 29 января 1918 года — исполняющий должность Военного министра Украинской Народной Республики (УНР). С 9 марта 1918 года — также и Министр морских дел УНР. С 22 марта 1918 года — Военный министр УНР. Полковник, по другим данным — подполковник, армии УНР.
Соавтор законопроектов по организации украинской регулярной армии. На заседании правительства 15 марта 1918 года очерчивает основные направления новой военной политики, — главной целью ставится формирование национальной армии; утверждает необходимость внедрения единоначалия, предлагает сформировать военные училища и украинскую Академию Генштаба.
В апреле 1918 года Военный министр УНР Жуковский потребовал у немецкого командования отстранить генерала Зелинского от командования 1-й «синежупанной» дивизией, сформированной (также — вооружённой и обмундированной) немцами из военнопленных украинцев, заменив его генералом Мартынюком, что вызвало резкое недовольство оккупантов.
28 апреля 1918 года, накануне переворота, состоявшегося 29—30 апреля 1918 года (накануне ликвидации УНР и установления гетманата), немецкие оккупационные власти арестовали Жуковского по обвинению в причастности к похищению банкира Абрама Доброго, тесно сотрудничавшего с немецкими партнёрами. 25 июля немецкий военно-полевой суд предложил осудить Жуковского на 2 года и 6 месяцев тюрьмы, однако, в результате тот был приговорён к 2-х летнему заключению. Из Лукьяновской тюрьмы вышел в декабре 1918 года, с приходом к власти Директории УНР.
При Директории УНР, с 10 января по 26 марта 1919 года, — командир Отдельного корпуса пограничной охраны УНР и, по совместительству, в марте, начальник гарнизона в Каменец-Подольском.
В марте 1919 года участвовал в создании Комитета охраны республики, одной из задач которого было направить УНР на путь сотрудничества с советской властью, за что был арестован, но вскоре освобождён, и с 26 марта отстранён от занимаемых должностей (официально был уволен с 5 мая 1919 года постановлением правительства УНР от 30.07.1919).
С апреля 1919 — посол и военный атташе УНР в Чехословакии и глава всех посольств УНР за рубежом. 13 сентября 1919 года Жуковского назначили ревизором военных миссий УНР в Праге, Берлине, Вене.
В феврале 1920 года представлял УПСР на конгрессе Бернского Интернационала в Женеве.
В августе 1921 года вёл переговоры с правительством УССР о возврате венской группы УПСР на Украину.
В 1922 году вернулся в СССР, был на особом учете в Харьковском ГПУ.
В 1925 году А. Т. Жуковский жил в городе Балта (ныне — Одесской области Украины) по улице Кузнечной; был женат, работал счетоводом. 19 февраля 1925 года умер в Балте от туберкулёза лёгких.

## Сочинения
Александр Тимофеевич Жуковский оставил потомкам воспоминания, — дневник (записную книжку) с записями о революционных событиях 1917—1919 годов на Украине, участником которых он был, опубликованную в 1980-х годах в зарубежье и переизданную в 2018 году в Киеве. Записи автора (на русско-украинском суржике) были опубликованы петлюровцами в 1983—1986 годах в нескольких номерах журнала для эмигрантов.

## Награды
- Медаль «В память 300-летия царствования дома Романовых» (1913);
- Орден Святой Анны 3-й степени с мечами и бантом (ВП от 11.08.1915, стр. 17);
- Орден Святой Анны 2-й степени с мечами (ВП от 11.08.1915, стр. 17);
- Орден Святого Станислава 2-й степени с мечами (ВП от 10.09.1915, стр. 13);
- Святой Анны IV степени с надписью «За храбрость» (утв. ВП от 19.11.1915, стр. 25);
- Орден Святого Станислава 3-й степени с мечами и бантом (ВП от 19.12.1915, стр. 29);
- Георгиевское оружие (ВП от 14.11.1916, стр. 29), — 9-й пограничной Ломжинской бригады, состоявшему в 4-м Неманском пограничном пехотном полку, ротмистру Александру Жуковскому за то, что будучи в чине поручика, в боях 1-го, 2-го и 3-го сентября 1915 года  д. Антокольцы под губительным огнём противника, подавая пример мужества, несколько раз доводил свою сотню до штыкового удара, опрокидывая противника, а в бою в ночь с 12-го на 13-е сентября у м. Крево, будучи выдвинут с сотней из резерва, трижды доводил свою сотню до штыкового удара, приняв лично участие в штыковой схватке.[10].

## Память
- В феврале 2016 года, в Житомире, в честь Александра Тимофеевича Жуковского, 1-й Красноармейский переулок был переименован и назван «имени генерала Жуковского»[11].
- В августе 2019 года 17-му (Измаильскому) пограничному отряду Южного регионального управления Государственной пограничной службы Украины было присвоено почетное звание «имени полковника Александра Жуковского»[12].